# Carrozzeria Fissore
La Carrozzeria Fissore S.p.A. est une ancienne entreprise italienne de conception et de fabrication de carrosseries automobiles.

## Histoire
Dès 1914, Bernardo Fissore se lance dans le secteur automobile en créant un atelier de réparation de carrosseries et de modification de remorques
agricoles et routières à Savillan dans le Piémont, au sud de Turin.
En 1921, avec son frère Antonio, ils créent la société Carrozzeria Fissore S.p.A.. Leurs jeunes frères Giovanni et Costanzo les rejoignent plus tard.
À l'origine, leur activité est essentiellement portée sur les chariots agricoles mais la réparation et la modification des carrosseries automobiles et véhicules utilitaires prend chaque année de l'ampleur jusqu'à devenir leur seule activité au lendemain de la Première Guerre mondiale.

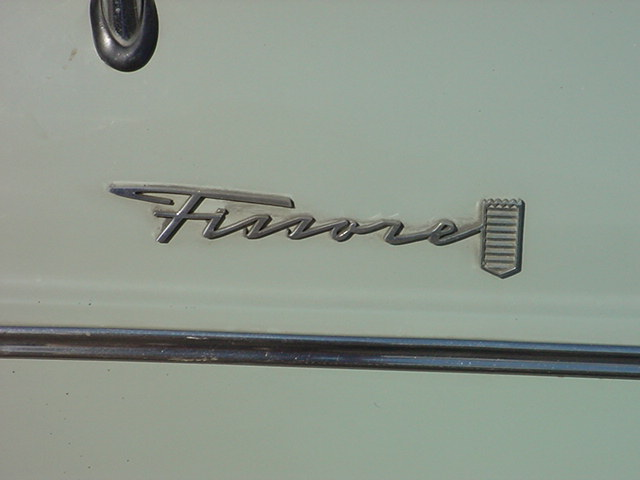
Emblème de la marque Fissore

En 1936, Bernardo Fissore prend seul la direction de la société et commence à se spécialiser dans la construction de carrosseries spéciales pour automobiles, ambulances, véhicules funéraires, commerces ambulants, fourgons postaux et les minibus. C'est ainsi que la société va acquérir une renommée internationale.
Pendant la Seconde Guerre mondiale Fissore également construit des véhicules militaires et transforme des véhicules civils pour des utilisations militaires. Bernardo Fissore soutient largement la résistance italienne ce qui lui vaut une arrestation et une longue détention avec toute sa famille.
Après la guerre, la société reprend ses activités premières : la transformation de carrosseries de véhicules privés. L'année 1947 marque une étape importante pour l'entreprise avec le succès de la nouvelle Fiat 1100-103. Fissore présente une variante Giardinietta qui propulse le carrossier sur le devant de la scène. Il enchaîne les succès avec la mode des carrosseries fuoriserie construites sur les solides modèles Fiat. Fissore se fait remarquer aussi pour ses réalisations de véhicules publicitaires.

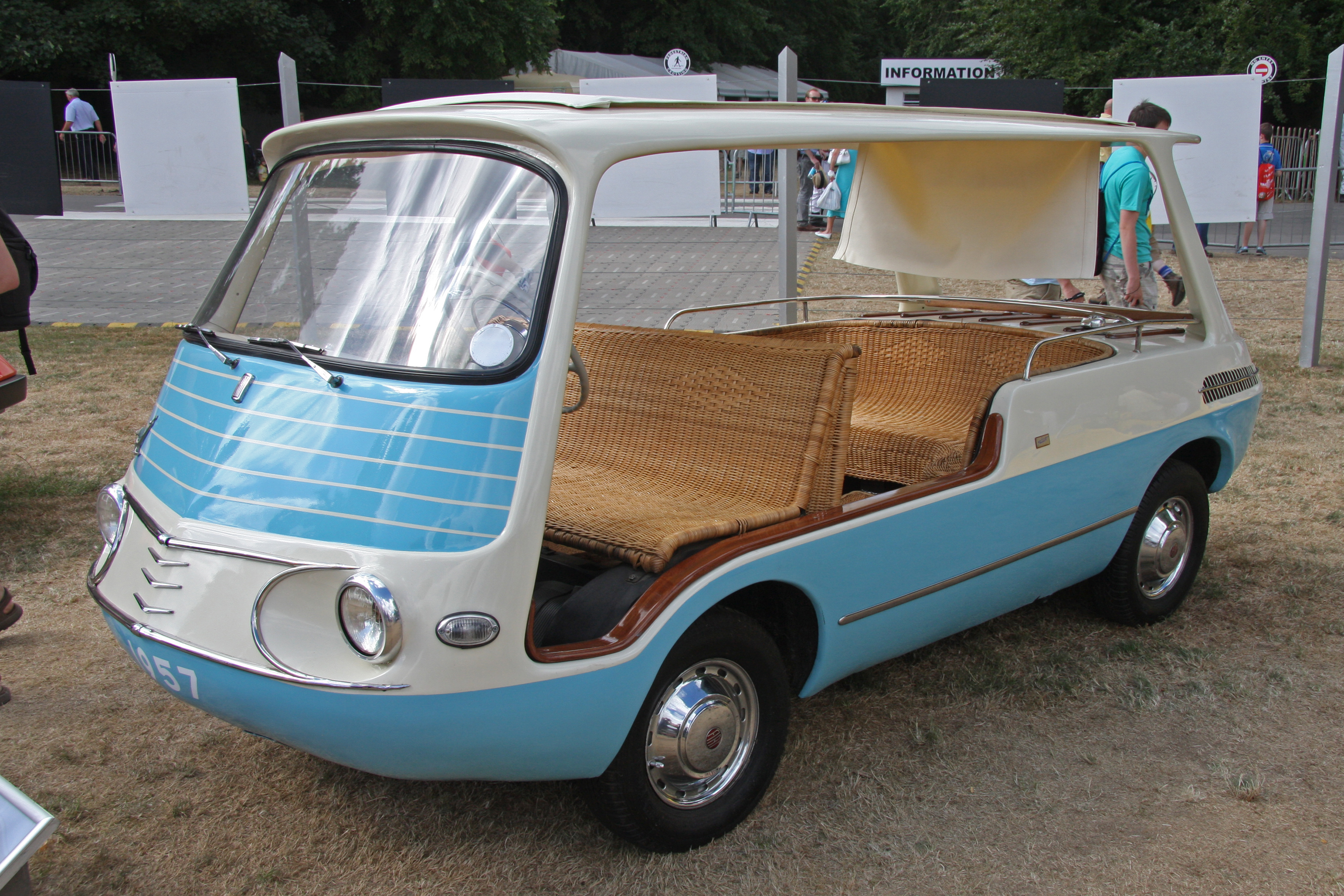
La Fiat 600 Fissore Marinella

En 1953, Fissore présente la Fiat 1100 TV Coupé au design unique conçu par Mario Revelli de Beaumon. Beaucoup d'autres voitures, toutes sur des bases Fiat apparaissent, contribuant à faire croître l'entreprise au point d'arriver à compter un effectif de deux cents salariés au milieu des années 1960. (Ndr : il ne faut pas oublier qu'à l'époque les constructeurs automobiles livraient facilement des châssis nus à faire équiper chez le carrossier au choix du client. C'était la règle pour les véhicules industriels)
À cette époque, la Carrozzeria Fissore est également sollicitée pour collaborer avec d'autres constructeurs automobiles pour la réalisation de petites séries. DKW, TVR et De Tomaso sont parmi les tout premiers clients. Fissore n'a jamais eu la notoriété de Pininfarina ou de Bertone mais il a une reconnaissance mondiale et une excellente réputation. Fissore collabore ensuite avec d'autres grands constructeurs pour leurs voitures de prestige et Grand Tourisme comme Maserati, Monteverdi, Opel ou Mitsubishi.

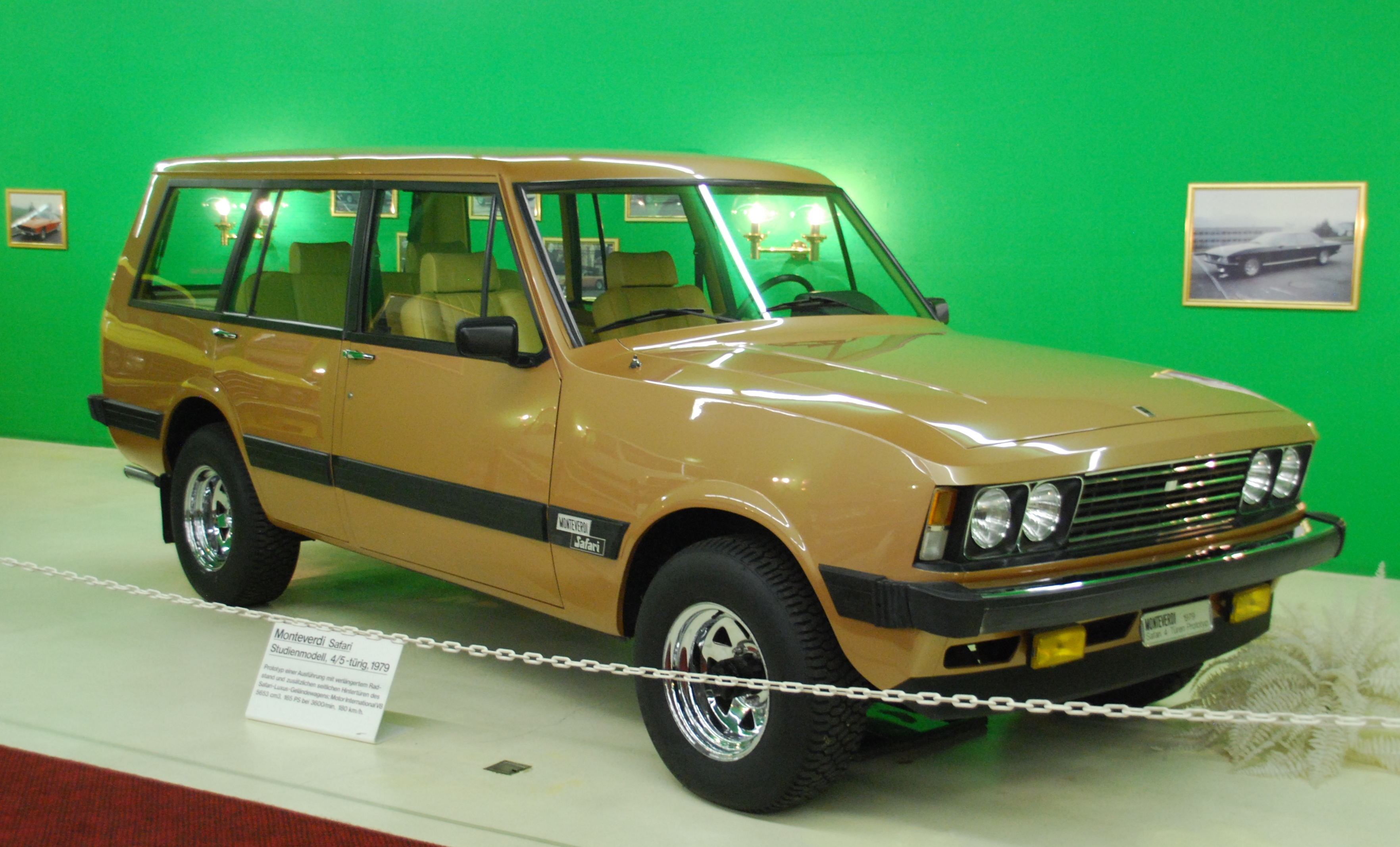
La Monteverdi Safari

En 1969, Fissore signe avec le constructeur suisse Monteverdi un contrat pour devenir son designer et atelier de carrosserie officiel. Ce contrat doit fournir un flux régulier de travail mais les commandes attendues de cent voitures par an ne se sont jamais concrétisées avant 1976, avec le lancement du tout-terrain Safari. Les volumes de vente atteints au cours des années suivantes obligent Fissore à renoncer à sa production artisanale et orienter son usine vers une industrialisation de la production. Les sommes nécessaires pour ces investissements étant disproportionnées par rapport à l'activité traditionnelle de la société conduisent Monteverdi à apporter une aide financière et, en retour, à recevoir une participation dans la société. Il en devient même l'actionnaire principal à la fin des années 1970. Mais, lorsque Monteverdi ferme ses portes en 1984, Fissore est liquidée.

## Le décès du fondateur
Le 3 janvier 1973, Bernardo Fissore et son épouse décèdent en vacances à San Remo. La société est ainsi privée de son dirigeant visionnaire. En 1975, malgré la présence du constructeur suisse Monteverdi au capital de la société, la crise financière qui fait suite aux évènements sociaux qui ont débuté en France en 1968, en Italie en 1969 et dans les autres pays les années suivantes, conduisent à l'arrêt de la production de carrosseries et à réorienter l'activité de la société uniquement vers le design.

## Rayton Fissore
À la suite de l'arrêt de la production de carrosseries dans la société Fissore, la fille de Bernardo Fissore et son mari, Giulio Malvino, décident de maintenir le nom et la réputation de la marque en créant, en 1976, la société Rayton Fissore. Pour des raisons familiales, elle choisit de créer sa propre entreprise plutôt que de collaborer avec son père..
Rayton Fissore est surtout connu pour le Magnum, un véhicule tout-terrain construit sur un châssis d'Iveco Daily, présenté en 1985 et aussi vendu sous le nom de Laforza aux États-Unis.
Rayton Fissore tente aussi, mais vainement, de faire renaître, au milieu des années 1990, la fameuse marque automobile de luxe italienne Isotta Fraschini.

## Les principales interventions

### Fiat
Durant les années 1950 et 1960, Fissore réalise un grand nombre de voitures particulières essentiellement sur des bases Fiat, certains en petites séries dont :
- Fiat 1100 TV Fissore Coupé (1953). Un coupé sur la base de la Fiat 1100-103. Ce fut le premier succès de la Carrozzeria Fissore.
- Sabrina, une version de quatre à six sièges sur la base du Fiat 600 Multipla avec une carrosserie spéciale. Il y a aussi la Marinella, un modèle de voiture de plage entièrement ouvert.
- 1500 Coupé, un coupé sur une base de Fiat 1500, présenté à Turin en 1959.
- Mongho 650, un coupé basé sur la petite Fiat 500 conçue par Alessandro Sessano. Le moteur Fiat 500 est fourni par Giannini Automobili en raison de ses performances, même si la voiture est restée au stade du prototype.
- Fissore 127 Scout, une voiture de plage, une « voiture plaisir » construite sur la base de la Fiat 127, dont le concept est similaire à la Citroën Méhari. Elle a fait ses débuts au Salon de Turin 1971[3]. À l'origine nommée Gypsy, elle a été développée par une petite société artisanale appelée MAINA. Fissore industrialise le projet, assure la production et la commercialisation du véhicule. À l'origine, la carrosserie est entièrement en fibre de verre sur un châssis métallique tubulaire. La carrosserie métallique autoporteuse est utilisée à partir de 1974. Une version plus petite dans le même style, sur la base de la Fiat 126 appelée Poker est également présentée. Une petite production sous licence par un constructeur en Grèce est aussi réalisée.

Fissore développe également une version cabriolet de la Fiat Ritmo, comme l'a fait la Carrozzeria Rayton Fissore pour répondre à un appel d'offres lancé par Fiat. Mais c'est finalement la version de Bertone avec la Ritmo Palinuro Cabriolet qui est retenue pour la production en série.

### OSCA

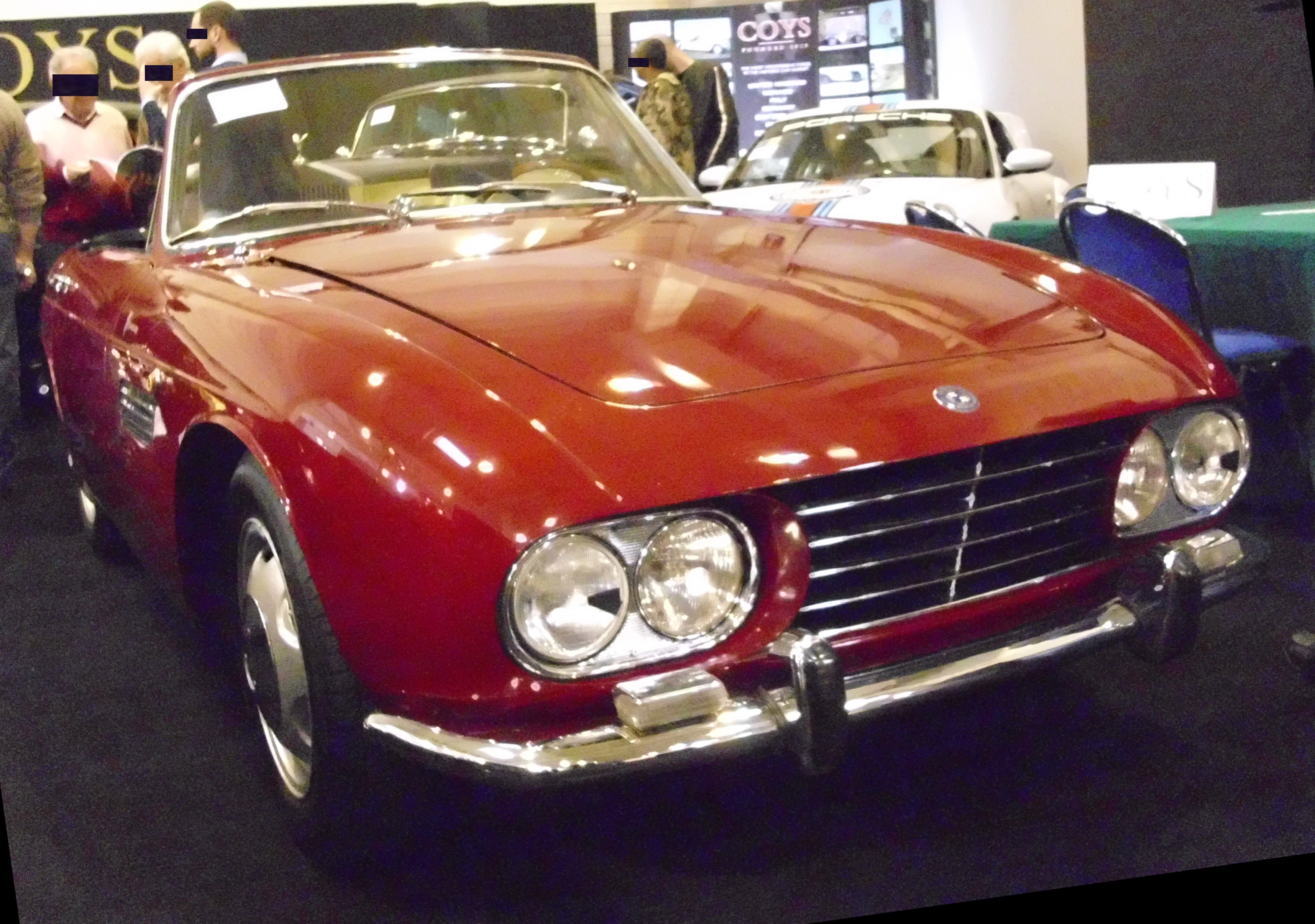
Une OSCA 1600GT par Fissore (1962).

En 1962, Fissore développe et construit une petite série de carrosseries pour la société O.S.C.A. des frères Maserati. L'élégante carrosserie repose sur l'OSCA 1600. Au total, ce sont vingt-deux exemplaires de ce coupé qui sont construits, plus deux cabriolets.

### DKW

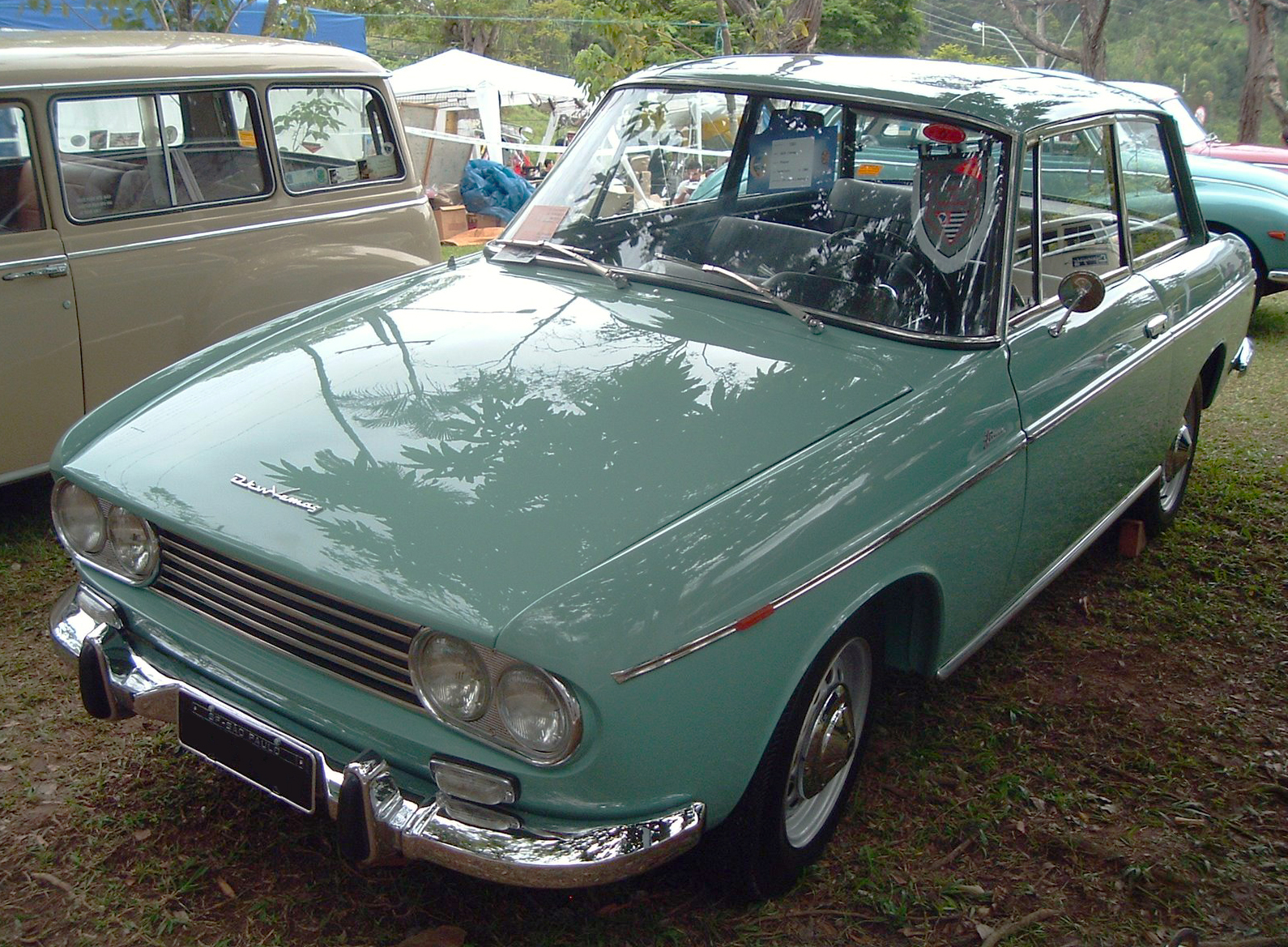
L'avant de la DKW Vemag 3 (1965).

Au début des années 1960, Fissore entretient d'excellentes relations avec les constructeurs allemands DKW puis Auto Union. Fissore réalise les trois modèles qui sont fabriqués au Brésil par la filiale locale de DKW VEMAG :
- La DKW 3=6 (F93). Produite au Brésil de 1958 à 1967, la DKW-VEMAG Belcar (« belle voiture »). Le break est baptisé Vemaguet. Les mécaniques sont inchangées par rapport au modèle allemand. En 1965, Fissore retravaille l'avant et l'arrière du véhicule pour en moderniser la ligne avec des doubles phares et une nouvelle grille de calandre plus dans l'air du temps. Les portes avant sont retournées et non plus à « ouverture suicide » contre le vent. Au total, environ 51.000 versions Belcar Fissore ont été construites au Brésil.

La VEMAG Fissore est une berline deux portes avec une face avant qui rappelle l'OSCA Fissore 1600. Fissore procède également au « rafraichissement » de l'esthétique de la DKW F102 allemande. C'était tout simplement une Belcar brésilienne vendue à un prix environ 25% plus élevé. Son moteur à deux temps est très difficile à vendre en Amérique latine, et seulement deux mille cinq cents exemplaires sont construits entre 1964 et 1967.
- Fissore/VEMAG construit également des Coupés et Spyders sur la base de l'Auto Union 1000 SP, avec une carrosserie plus verticale. Ces modèles sont également construits sous licence en Argentine.

### De Tomaso
En 1964 Fissore conçoit la Vallelunga sur un châssis De Tomaso à moteur central, et construit une dizaine de coupés en aluminium.  En 1965-66 une cinquantaine sont construits par la Carrozzeria Ghia, qui appartient en partie à Alejandro de Tomaso, à l'époque.

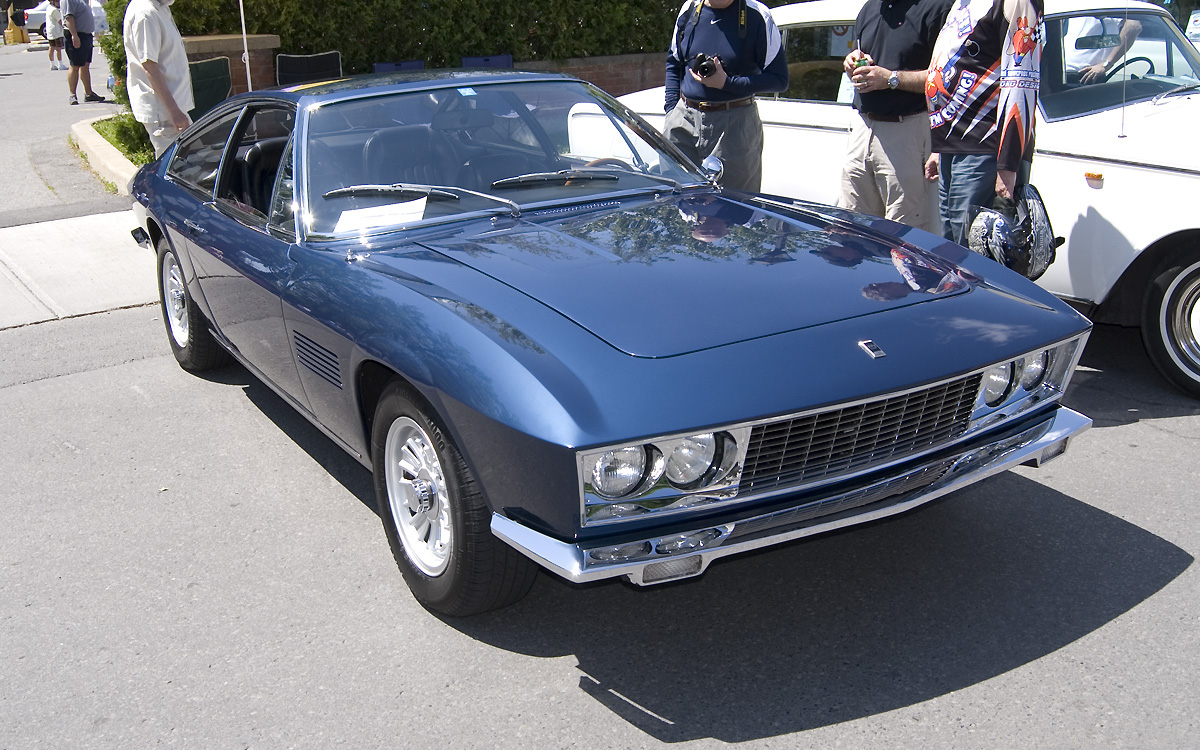
Monteverdi Coupé 375L (1967).

### Monteverdi
Les relations avec Monteverdi revêtent une importance particulière pour la Carrozzeria Fissore. Elle permet vraisemblablement d'assurer la survie de Fissore dans les années 1970.
À l'origine, Monteverdi a confié à Pietro Frua la conception et la réalisation de son coupé High Speed 375S. En raison de la taille limitée de la société Frua, Peter Monteverdi rompt le contrat en 1968, seulement après un an et demi et douze exemplaires fabriqués en six mois (soit exactement le nombre prévu dans le contrat avec Monteverdi), pour en confier la responsabilité à la Carrozzeria Fissore. À la demande de Monteverdi, Fissore produit les carrosseries conformément au projet de Frua mais, quand ce dernier fait valoir ses droits d'auteur, Monteverdi doit commander à Fissore un nouveau projet complet. Monteverdi n'a pas payé les douze carrosseries produites par Frua ; un retour de monnaie entre italiens et suisses ?
Le processus de production imposé par le constructeur suisse est très compliqué : le châssis est produit à Bâle et envoyé à Savillan pour recevoir la carrosserie. La voiture retourne ensuite en Suisse pour recevoir le moteur, les autres composants mécaniques et la finition. Selon certaines sources, il semble que quelques exemplaires de carrosseries soient fabriqués par les carrosseries Poccardi et Embo.
Fissore réalise également le projet de carrosserie pour le tout-terrain Monteverdi Safari qui connait un grand succès. On ignore si la Monteverdi Sierra, copie de la Dodge Aspen, est réalisée ou non par Fissore. La voiture n'ayant reçu que de très légères modifications de carrosserie, il est fort probable que cette prestation soit réalisée entièrement en Suisse. Fissore conçoit également le prototype de projet mort-né Monteverdi 2.8 Turbo, un élégant coupé sur une base de Ford Granada.

### Les autres collaborations
Le designer Fiore Trevor (né Frost), salarié chez Fissore, développe un coupé à deux places aux lignes italiennes très effilées pour TVR, la Trident, présentée au Salon de Genève en mars 1965. Seulement quatre exemplaires de la carrosserie aluminium ont été produits chez Fissore car peu avant sa mise en production, TVR fait faillite et Fissore vend ses droits à un concessionnaire britannique qui commercialise la voiture sous la marque Trident uniquement au Royaume-Uni. Environ cent trente voitures sont produites et vendues jusqu'en 1976. Ce modèle reçoit plusieurs moteurs différents : Ford V8 4,7 litres, Chrysler V8 5,4 litres et à la fin un Triumph 6L de 2,5 litres.

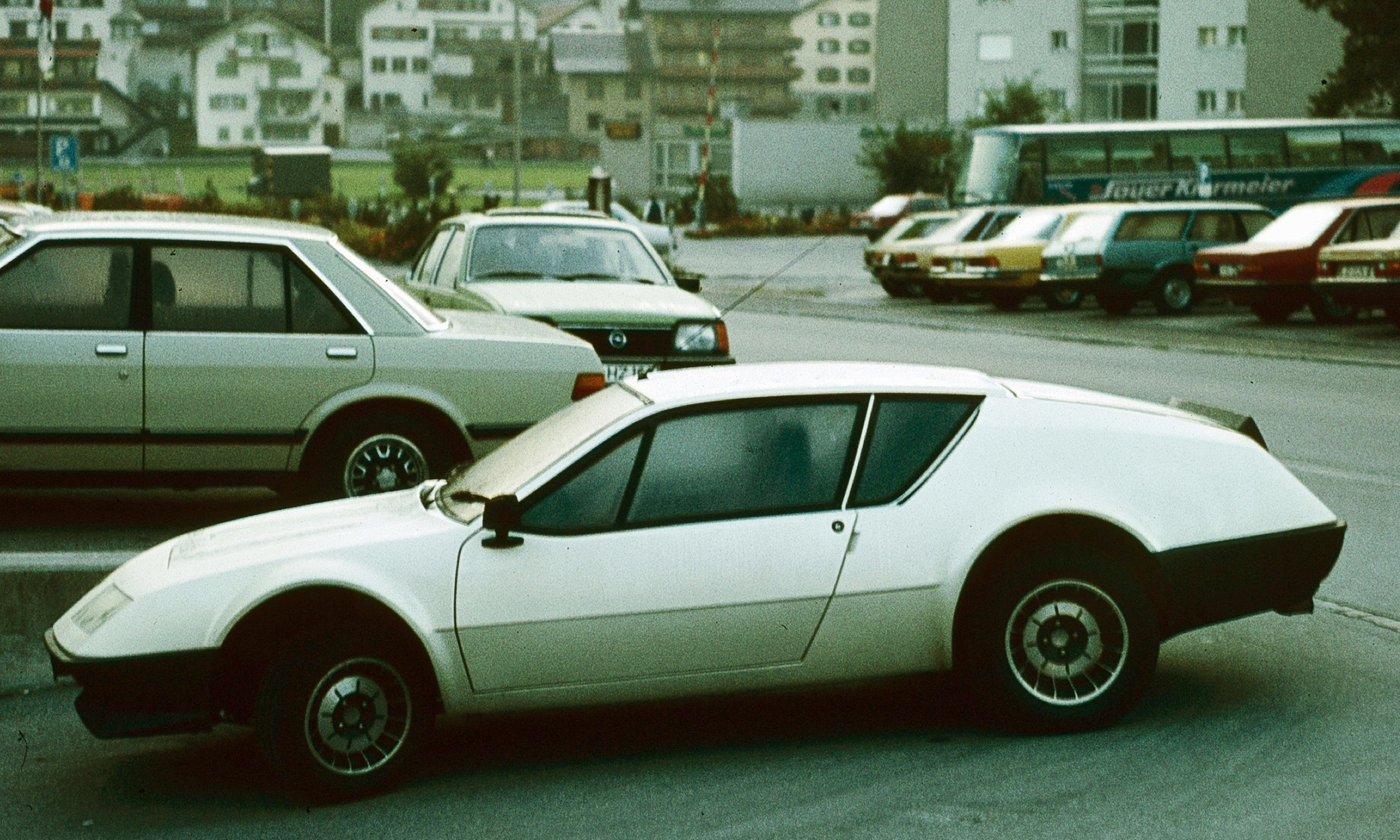
Le projet Fissore pour le coupé Alpine A310 (1967).

Pour Alpine, les spécialistes s'accordent à reconnaître que le projet de Trevor Fiore pour la Monteverdi Hai 450 de 1967 sert de modèle et identifient la copie fidèle dans l'Alpine A310. Même si le design est officiellement attribué par Alpine à Michel Beligond, il n'en demeure pas moins vrai que la ressemblance est plus que frappante. D'autres proposent une version différente : c'est le projet de Fissore pour Alpine qui serait copié par Peter Monteverdi lui-même alors qu'il est en contact étroit avec le bureau d'études de Fissore. C'est ensuite Robert Opron qui retouche très légèrement la ligne de l'A310 pour la seconde série. Dans les deux cas, il y a mensonge sur l'origine du projet Alpine.

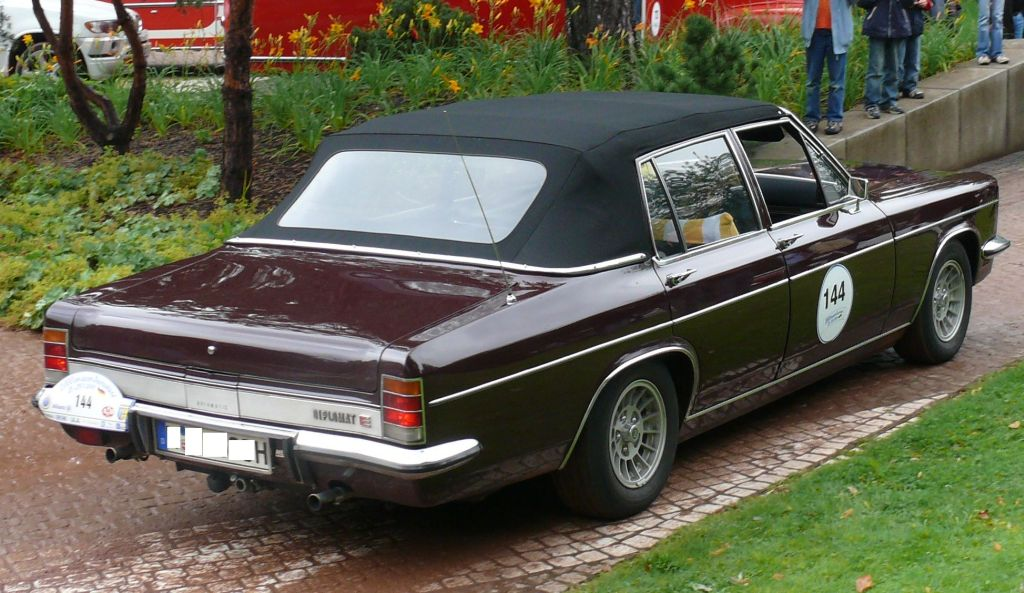
Opel Diplomat Cabriolet quatre portes Karmann-Fissore

Fissore construit un prototype sur la base de l'Opel Diplomat B berline quatre portes transformé en cabriolet. Ce prototype est resté unique, mais il roule et existe toujours.
Fissore conçoit un petit coupé sportif sur la base de l'Autobianchi A112 appelé Otas.
Au Salon de l'automobile de Turin 1986, Rayton Fissore présente un prototype de familiale sur la base de l'Alfa Romeo 75. Le projet est stoppé par Fiat après le rachat de la marque milanaise. Mais ce prototype semble-t-il sert de référence pour l'Alfa Romeo 156 Sportwagon. Construit sur la base d'une Alfa 75 Turbo, il a été surnommé Alfa 75 Turbo Wagon. Deux versions de ce projet se trouvent à nouveau exposées en 1987 au Salon de Genève. L'un est ce Turbo Wagon et l'autre est une version de 2,0 litres baptisé Sportwagon. Au total, sept ou huit exemplaires sont construits pour Alfa Romeo.